# St. Marien (Kölzin)

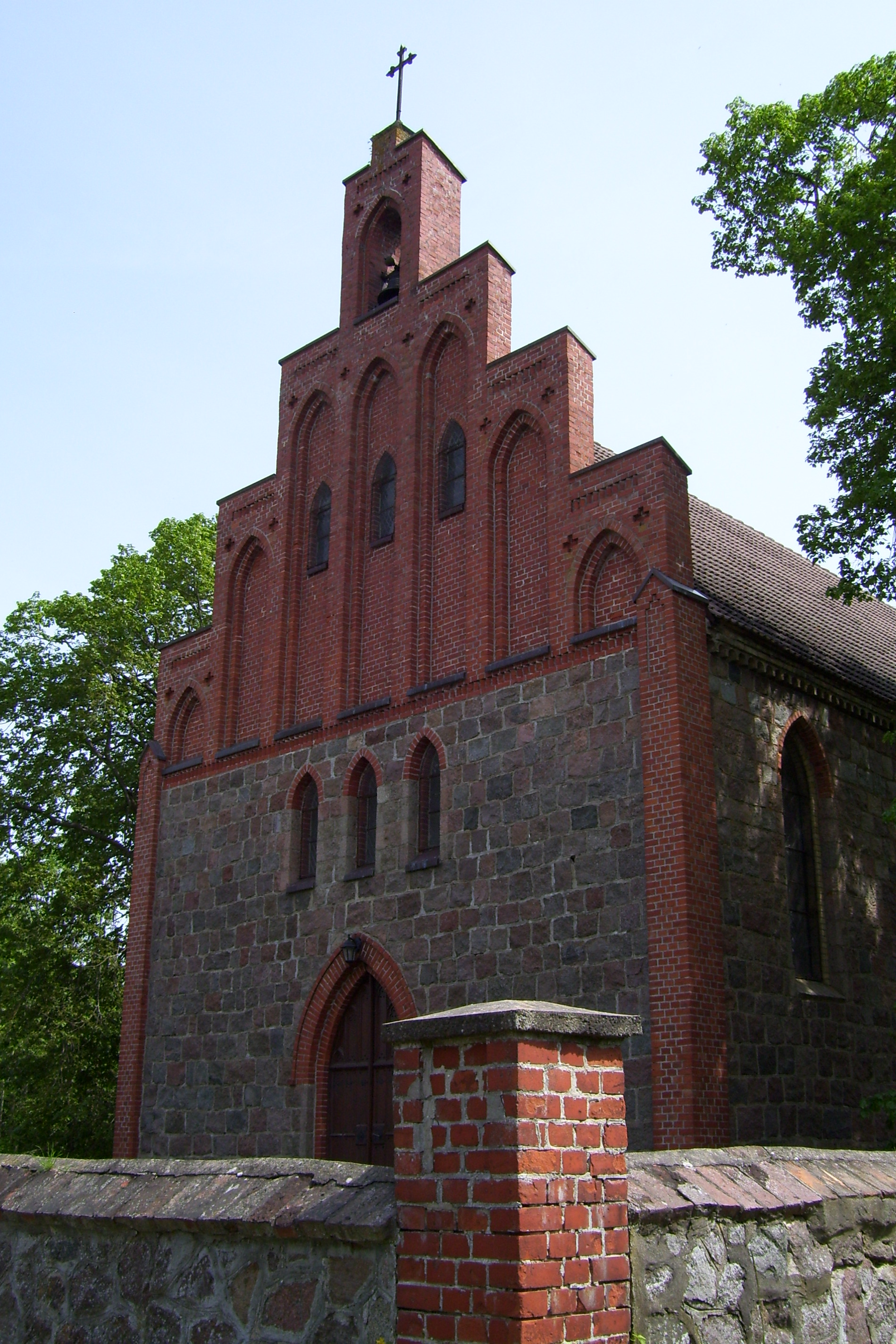
Westgiebel

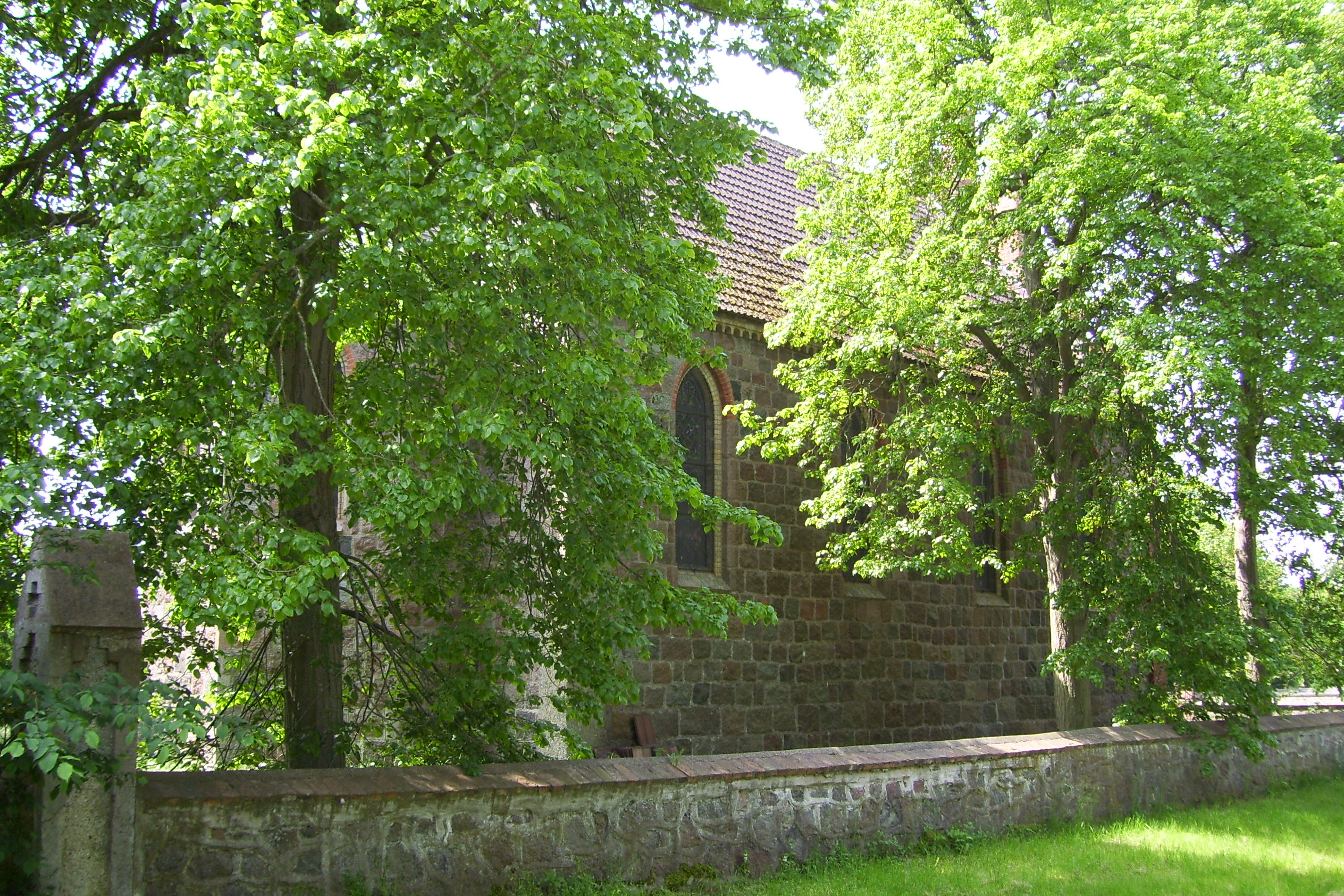
Nordseite

Die evangelische Kirche St. Marien ist eine aus dem 19. Jahrhundert stammende Saalkirche in Kölzin im Landkreis Vorpommern-Greifswald. Sie gehört zur Kirchengemeinde Gützkow und Behrenhoff in der Propstei Demmin im Pommerschen Evangelischen Kirchenkreis der Evangelisch-Lutherischen Kirche in Norddeutschland. Bis 2012 gehörte sie zum Kirchenkreis Greifswald der Pommerschen Evangelischen Kirche.

## Baugeschichte
1856 wurde für die Gemeinden Kölzin, Dargezin, Fritzow, Dambeck und Strellin der Bau einer Kirche beantragt. Die Baukosten für die als Filial der Nikolaikirche in Gützkow errichtete Kirche wurden von der Gützkower Kirchenkasse getragen. Die Kirche wurde ab 1860 errichtet und am 1. Dezember 1862 durch den pommerschen Generalsuperintendenten Albert Sigismund Jaspis eingeweiht.

## Architektur
Die Kirche wurde aus regelmäßig behauenen und sehr sorgfältig geschichteten Feldsteinen aus der Gegend um Strellin im Stil der Neugotik errichtet, die auf einen Typenentwurf des preußischen Architekten Friedrich August Stüler zurückgeht. Sie verfügt über einen rechteckigen Grundriss, dessen Ecken mit Lisenen aus rotem Backstein hervorgehoben werden. Im Osten schließt sich ein polygonaler Chor mit Fünfachtelschluss an. Die Backsteingiebel an der Ost- und Westseite weisen je einen Treppengiebel auf, der mit Blenden gegliedert ist. Der westliche Stufengiebel ist dabei mit insgesamt sieben spitzbogenförmigen Blenden gegliedert, in denen in den drei mittig angeordneten Blenden sich wiederum drei spitzbogenförmige, dreigeteilte Fenster eingebaut wurden. Darüber befindet sich in einer ebenfalls spitzbogenförmigen Öffnung eine Glocke. Die Fenster am Kirchenschiff sind ebenfalls spitzbogig ausgeführt und mit gelben und roten Backsteinen eingefasst. Das Westportal wurde dabei mit einem Gewände aus roten Backsteinen eingefasst. Darüber befinden sich drei Fenster, deren Form identisch mit denen aus dem Westgiebel ist. Ein Rundbogenfries verläuft unterhalb der Dachtraufe. An der Südseite wurde eine Sakristei angebaut, deren Wände weiß  verputzt sind.

## Ausstattung
Der Chor ist mit einem schmalen Triumphbogen vom Kirchenschiff abgesetzt, der wiederum mit einer rötlichen Ausmalung einen scharfen Kontrast zu der ansonsten in einem schlichten weiß  verputzten Kirche darstellt. Die Fensterverglasung stammt aus der Zeit um 1862. Weiterhin befinden sich zwei Kerzenhalter aus Messing sowie zwei Kreuze aus der zweiten Hälfte des 19. Jahrhunderts in dem Sakralbau. Zur Ausstattung aus der Bauzeit gehört die Orgel mit neugotischem Prospekt von Friedrich Albert Mehmel (Stralsund). Das Instrument befindet sich auf einer hölzernen Westempore und wurde 1862 erbaut. Es verfügt über vier Manualregister (Prinzipal 8′, Hohlflöte 8′, Octave 4′, Octave 2′), einen Subbass 16′ im Pedal und eine Pedalkoppel. 1996 erfolgte eine Restaurierung durch die Firma Sauer.